# Lista monumentelor istorice din județul Iași - U

Simbol pentru monumentele istorice

Lista monumentelor istorice din județul Iași - U cuprinde monumentele istorice înscrise în Patrimoniul cultural național al României și aflate în localități ce încep cu litera U din județul Iași. 
Lista completă este menținută și actualizată periodic de către Ministerul Culturii, Cultelor și Patrimoniului Național din România, prin intermediul Institutului Național al Patrimoniului, ultima versiune datând din 2015. Această listă cuprinde și actualizările ulterioare, realizate prin ordin al ministrului culturii.
Puteți căuta un monument din județul Iași folosind formularul de mai jos sau puteți naviga prin toate monumentele din județ la lista monumentelor istorice din județul Iași.
| Cod LMI                              | Denumire                                      | Localitate                | Localizare                                                           | Datare, Creatori                     | Imagine               | Erori             |
| ------------------------------------ | --------------------------------------------- | ------------------------- | -------------------------------------------------------------------- | ------------------------------------ | --------------------- | ----------------- |
| IS-I-s-B-03679 (RAN: 95934.01)       | Situl arheologic de la Ulmi, punct „La Curte” | sat Ulmi; comuna Belcești | „La Curte”, pe malul lacului Tansa -Belcești, la cca. 200 m N de sat |                                      | Încarcă foto \| video | Raportează eroare |
| IS-I-m-B-03679.01 (RAN: 95934.01.01) | Așezare                                       | sat Ulmi; comuna Belcești | „La Curte”, pe malul lacului Tansa -Belcești, la cca. 200 m N de sat | sec. XVII - XVIII, Epoca medievală   | Încarcă foto \| video | Raportează eroare |
| IS-I-m-B-03679.02 (RAN: 95934.01.02) | Așezare                                       | sat Ulmi; comuna Belcești | „La Curte”, pe malul lacului Tansa -Belcești, la cca. 200 m N de sat | Epoca bronzului târziu, cultura Noua | Încarcă foto \| video | Raportează eroare |
| IS-I-m-B-03679.03 (RAN: 95934.01.03) | Așezare                                       | sat Ulmi; comuna Belcești | „La Curte”, pe malul lacului Tansa -Belcești, la cca. 200 m N de sat | Eneolitic, cultura Cucuteni, faza B  | Încarcă foto \| video | Raportează eroare |
| IS-I-m-B-03679.04 (RAN: 95934.01.04) | Așezare                                       | sat Ulmi; comuna Belcești | „La Curte”, pe malul lacului Tansa -Belcești, la cca. 200 m N de sat | Eneolitic, cultura Cucuteni, faza A  | Încarcă foto \| video | Raportează eroare |